# James Burney
James Burney (13 de juny de 1750 - 17 de novembre de 1821) fou un mariner de guerra.
Era fill del músic i musicògraf Charles Burney (1726-1814). Acompanyà al capità James Cook en els seus dos últims viatges, substituint-lo més tard en el comandament de la Discovery, prengué part en la campanya de la India, i morí amb el grau de contraalmirall.

## Se li deuen
- Chronological History of the discoveries in the South Sea or the Pacific Ocean (1804),
- History of the Nordeastern navigations of the Russians (1819)
- Memoir of the voyage of Entrecasteaux (1820)